# 가쿠류 리키사부로

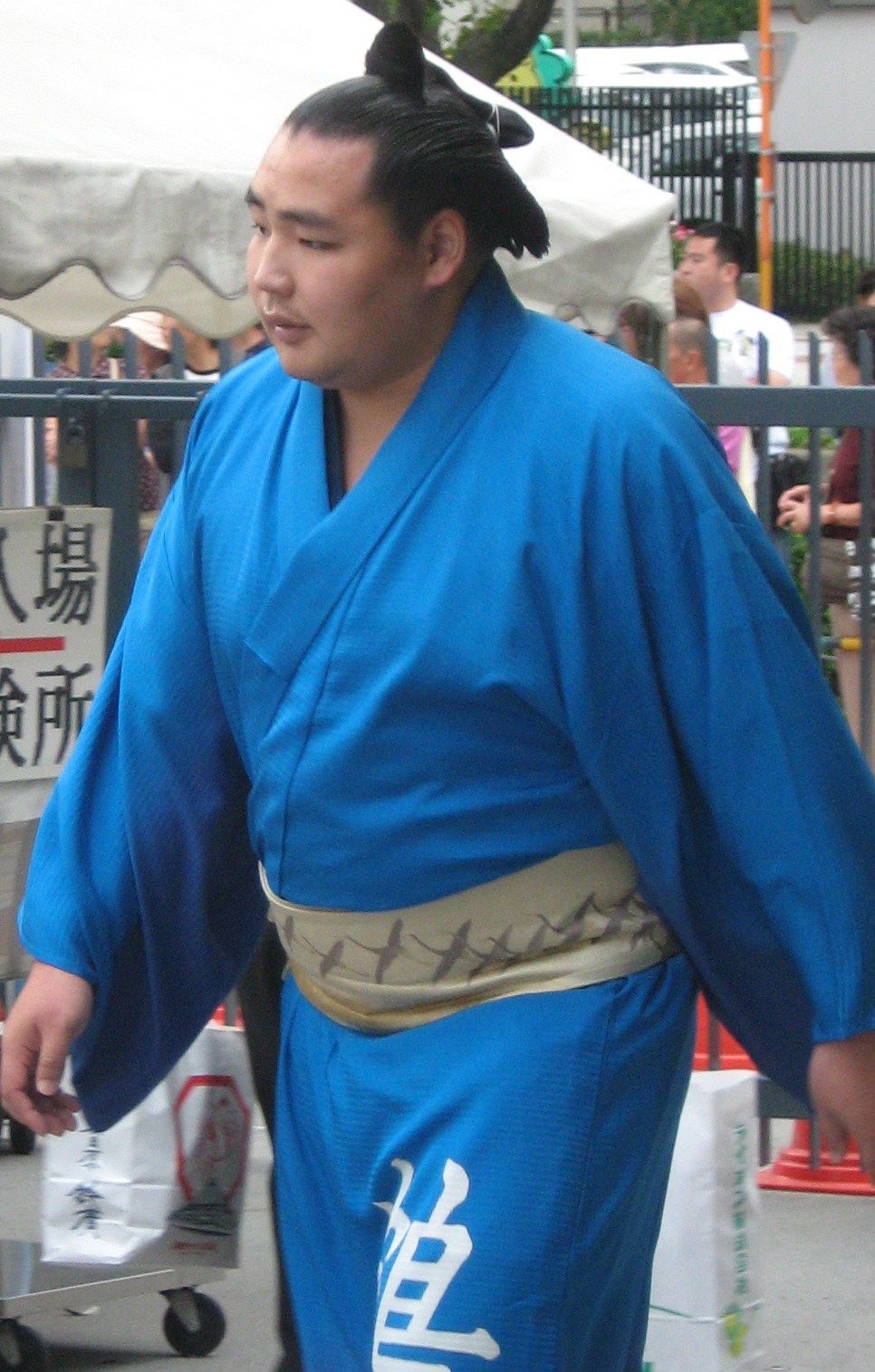
만갈잘라빈 아난드

만갈잘라빈 아난드(몽골어: Мангалжалавын Ананд, 1985년 8월 10일 ~), 제71대 요코즈나 가쿠류 리키사부로(일본어: 鶴竜 力三郎)는 몽골 수흐바타르주 출신의 현역 오즈모 리키시(力士)이다. 이즈츠베야(井筒部屋) 소속이었으나 2019년 10월부로 미치노쿠베야(陸奥部屋)로 이적했다. 애칭은 아난다(일본어: アナンダ)이다.
2001년 11월에 데뷔하였고, 2005년 11월 세키토리(関取)를 취득, 이듬해 11월 입막(入幕)했으며, 2014년 1월 마쿠우치 준우승 및 3월 마쿠우치 우승을 달성하여 3월 26일 요코즈나로 승급했다. 2020년 3월 현재 마쿠우치 6회 우승과 8회 준우승 기록을 보유하고 있다.
2015년 2월 17일, 몽골 공훈체육인 칭호를 수여받았다.
2020년 12월 일본 국적을 취득하였다. 은퇴 후 일본 스모 협회에 장로(年寄)로 남기 위해서이다.
2021년 3월 24일, 은퇴를 발표하였다. 본인의 헤야(部屋)를 세울 수 있었지만 장로로서의 명의를 취득하지 못해 한동안 링네임을 그대로 쓰다가 2023년 12월 27일 오토와야마(音羽山)를 습명, 곧바로 자신의 헤야를 세운다.

## 같이 보기
- 요코즈나 목록